# Diplosoma gemmifera
Diplosoma gemmifera är en nässeldjursart som beskrevs av C.E. Hugo Thiel 1938. Diplosoma gemmifera ingår i släktet Diplosoma och familjen Thecata incerta sedis. Inga underarter finns listade i Catalogue of Life.